# Aéroport South Galway
L'aéroport South Galway est un aéroport situé en Australie.